# Ariwara no Motokata
Ariwara no Motokata (在原元方?) fue un poeta y cortesano japonés que vivió a mediados de la era Heian, a finales del siglo IX y comienzos del siglo X. Fue bisnieto del Emperador Heizei, nieto del poeta Ariwara no Narihira e hijo del poeta Ariwara no Muneyana. Es considerado como uno de los treinta y seis poetas de la lista antológica Chūko Sanjūrokkasen. 
Como cortesano, sólo se sabe que fue promovido a Shōgoi. Como poeta waka participó en diversos concursos, una de ellas en 905. Hizo una compilación de poemas llamada Motokata-shū (元方集?) pero solo sobreviven algunos fragmentos de la obra. Algunos de sus poemas fueron incluidos en diversas antologías imperiales: catorce en el Kokin Wakashū, ocho en el Gosen Wakashū, dos en el Shūi Wakashū y nueve a partir del Shin Kokin Wakashū.